# Нью-Ашфорд (Массачусетс)
Нью-Ашфорд (англ. New Ashford) — місто (англ. town) в США, в окрузі Беркшир штату Массачусетс. Населення — 250 осіб (2020).

## Демографія
Згідно з переписом 2010 року, у місті мешкало 228 осіб у 95 домогосподарствах у складі 65 родин. Було 112 помешкання
Расовий склад населення:
| - 93,9 % — білих - 1,3 % — азіатів - 0,9 % — чорних або афроамериканців |

До двох чи більше рас належало 3,5 %. Частка іспаномовних становила 0,4 % від усіх жителів.
За віковим діапазоном населення розподілялося таким чином: 20,2 % — особи молодші 18 років, 64,0 % — особи у віці 18—64 років, 15,8 % — особи у віці 65 років та старші. Медіана віку мешканця становила 47,0 року. На 100 осіб жіночої статі у місті припадало 111,1 чоловіків;  на 100 жінок у віці від 18 років та старших — 111,6 чоловіків також старших 18 років.
Середній дохід на одне домашнє господарство  становив 92 367 доларів США (медіана — 84 583), а середній дохід на одну сім'ю — 97 792 долари (медіана — 91 250). Медіана доходів становила 53 125 доларів для чоловіків та 64 375 доларів для жінок. За межею бідності перебувало 7,9 % осіб, у тому числі 0,0 % дітей у віці до 18 років та 9,5 % осіб у віці 65 років та старших.
Цивільне працевлаштоване населення становило 169 осіб. Основні галузі зайнятості: освіта, охорона здоров'я та соціальна допомога — 40,8 %, виробництво — 10,7 %, роздрібна торгівля — 8,9 %, науковці, спеціалісти, менеджери — 7,7 %.